# Круговой критерий
Круговой критерий — условие абсолютной устойчивости нелинейной системы управления c нелинейностью, лежащей в секторе.

## Формулировка
Рассматривается следующая система управления:
{\displaystyle {\dot {x}}=Ax+Bu,}
{\displaystyle y=Cx,}
{\displaystyle u=-\psi (t,y),}
где {\displaystyle x\in \mathbb {R} ^{n}}, {\displaystyle u,y\in \mathbb {R} }, {\displaystyle A,B,C} — матрицы подходящих размерностей, {\displaystyle \psi } — нелинейная функция со значениями в {\displaystyle \mathbb {R} }. Передаточная функция {\displaystyle G(s)} данной системы равна {\displaystyle C(sE-A)^{-1}B}. Предполагается, что
- пара {\displaystyle (A,B)} управляема,
- пара {\displaystyle (A,C)} наблюдаема,
- функция {\displaystyle \psi } лежит в секторе {\displaystyle [\alpha ,\beta ]} для некоторых вещественных чисел {\displaystyle \alpha } и {\displaystyle \beta }, то есть

{\displaystyle \alpha y^{2}\leqslant y\psi (t,y)\leqslant \beta y^{2},\ \forall t\geqslant 0,\ \forall y\in \mathbb {R} .}
Тогда система абсолютно устойчива (то есть она равномерно асимптотически устойчива с любой нелинейностью {\displaystyle \psi }, удовлетворяющей секторному условию), если выполняется одно из следующих условий:
1. при {\displaystyle 0<\alpha <\beta } годограф Найквиста {\displaystyle G(i\omega )} не пересекает окружность диаметра {\displaystyle {\frac {1}{\alpha }}-{\frac {1}{\beta }}} с центром в точке {\displaystyle \left(-{\frac {1}{2}}\left({\frac {1}{\alpha }}+{\frac {1}{\beta }}\right),0\right)} и оборачивается вокруг неё {\displaystyle m} раз, двигаясь против часовой стрелки, где {\displaystyle m} — количество полюсов {\displaystyle G(s)}, имеющих положительную вещественную часть.
2. при {\displaystyle 0=\alpha <\beta } функция {\displaystyle G(s)} — гурвицева и годограф Найквиста {\displaystyle G(i\omega )} лежит справа от вертикальной прямой {\displaystyle \left\lbrace z\in \mathbb {C} \ |\ {\mbox{Re}}(z)=-1/\beta \right\rbrace }.
3. при {\displaystyle \alpha <0<\beta } функция {\displaystyle G(s)} — гурвицева и годограф Найквиста {\displaystyle G(i\omega )} целиком содержится внутри окружности диаметра {\displaystyle {\frac {1}{\alpha }}-{\frac {1}{\beta }}} с центром в точке {\displaystyle \left(-{\frac {1}{2}}\left({\frac {1}{\alpha }}+{\frac {1}{\beta }}\right),0\right)}.

Каждое из геометрических условий является частным случаем следующего частотного неравенства:
{\displaystyle {\mbox{Re}}\left({\dfrac {1+\beta G(i\omega )}{1+\alpha G(i\omega )}}\right)>0,\ \forall \omega \in \mathbb {R} .}
Критерий получил своё название из-за фигурирующих в условиях 1 и 3 кругов. Условие 2 аналогично условию другого критерия абсолютной устойчивости — критерия Попова.